# Sant Romà d'Oreis
Sant Romà d'Oreis és una església del municipi de Gisclareny (Berguedà) inclosa en l'Inventari del Patrimoni Arquitectònic de Catalunya.

## Descripció
Avui tan sols resten les ruïnes del que havia estat l'església de Sant Romà d'Oreis, encara resseguible tota la planta. Suposem que tenia una única nau degut a les seves petites dimensions (6m. llarg i 2'60m. ample), de planta pràcticament quadrada rematada per un absis semicircular orientat cap a llevant, molt enfonsat i possiblement, cobert amb quart d'esfera. ELs murs de la nau són llisos, sense ornamentacions amb un parament de grans carreus de pedra desbastats disposats a trencapunt i deixats a la vista. Actualment l'edifici està parcialment cobert de vegetació i la porta d'accés es tapià en algun moment, també amb pedra però ja amb un parament de menors dimensions.

## Història
Oreis, anomenat Aureys o bé Oreylls en la documentació antiga, pertanyia a l'església de Sant Iscle de Molnell. El 1288 Pere Casaña d'Aureys es titulà parròquia d'Oreis i Molnell. Diverses deixes testamentàries fan referència a l'església de Sant Romà durant els s. XIII a XV.